# Вермсдорф
Вермсдорф (нем. Wermsdorf) — община в Германии, в земле Саксония. Подчиняется административному округу Лейпциг. Входит в состав района Северная Саксония.
Население составляет 5210 человек (на 31 декабря 2023 года). Занимает площадь 104,41 км².

## Населённые пункты, входящие в состав общины
- Кальбиц
- Колльм
- Грёппендорф
- Ламперсдорф
- Луппа
- Липтиц
- Махлис
- Мальквиц
- Вадевиц
- Видерода

## Галерея

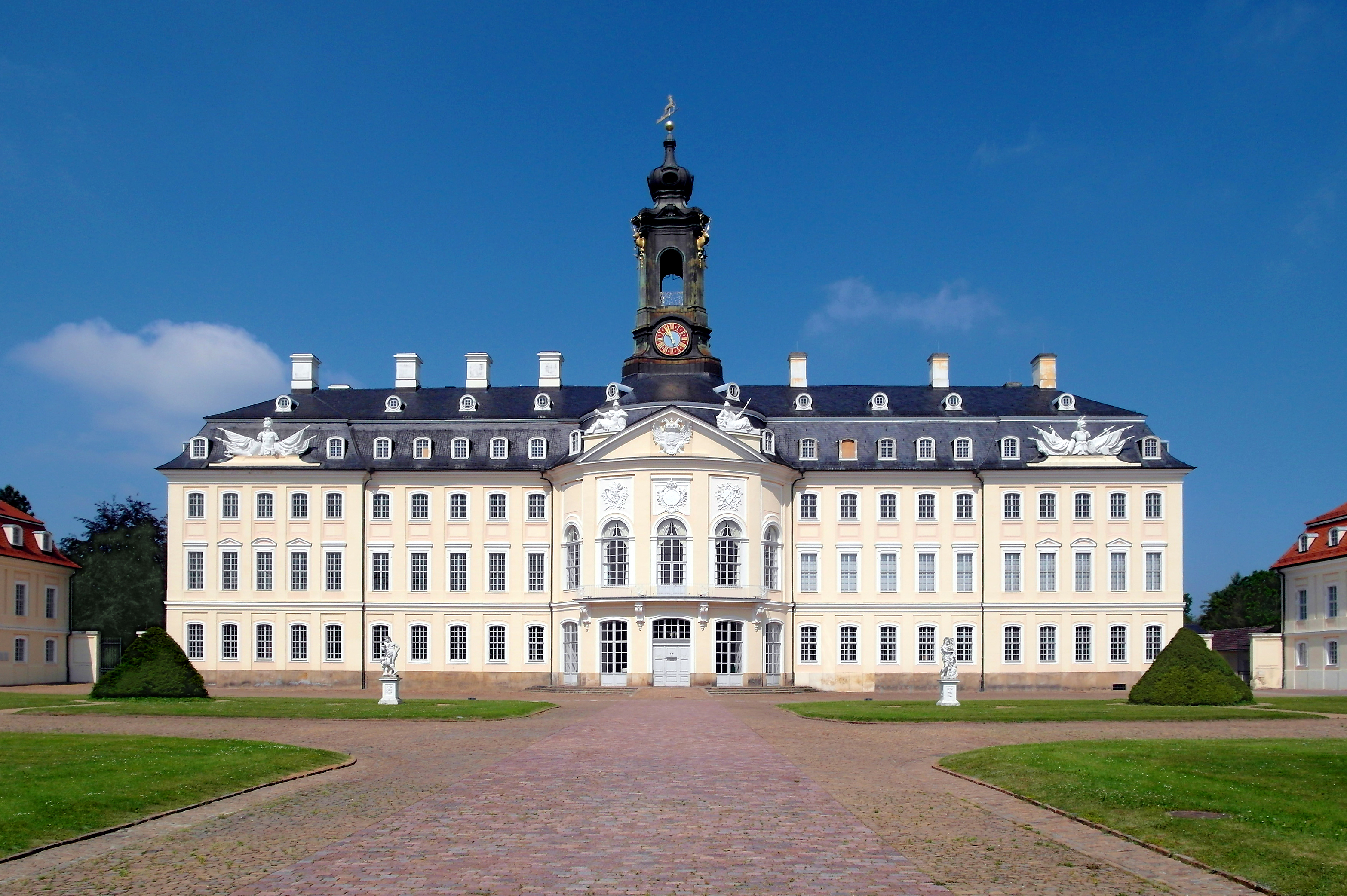
Замок Губертусбург
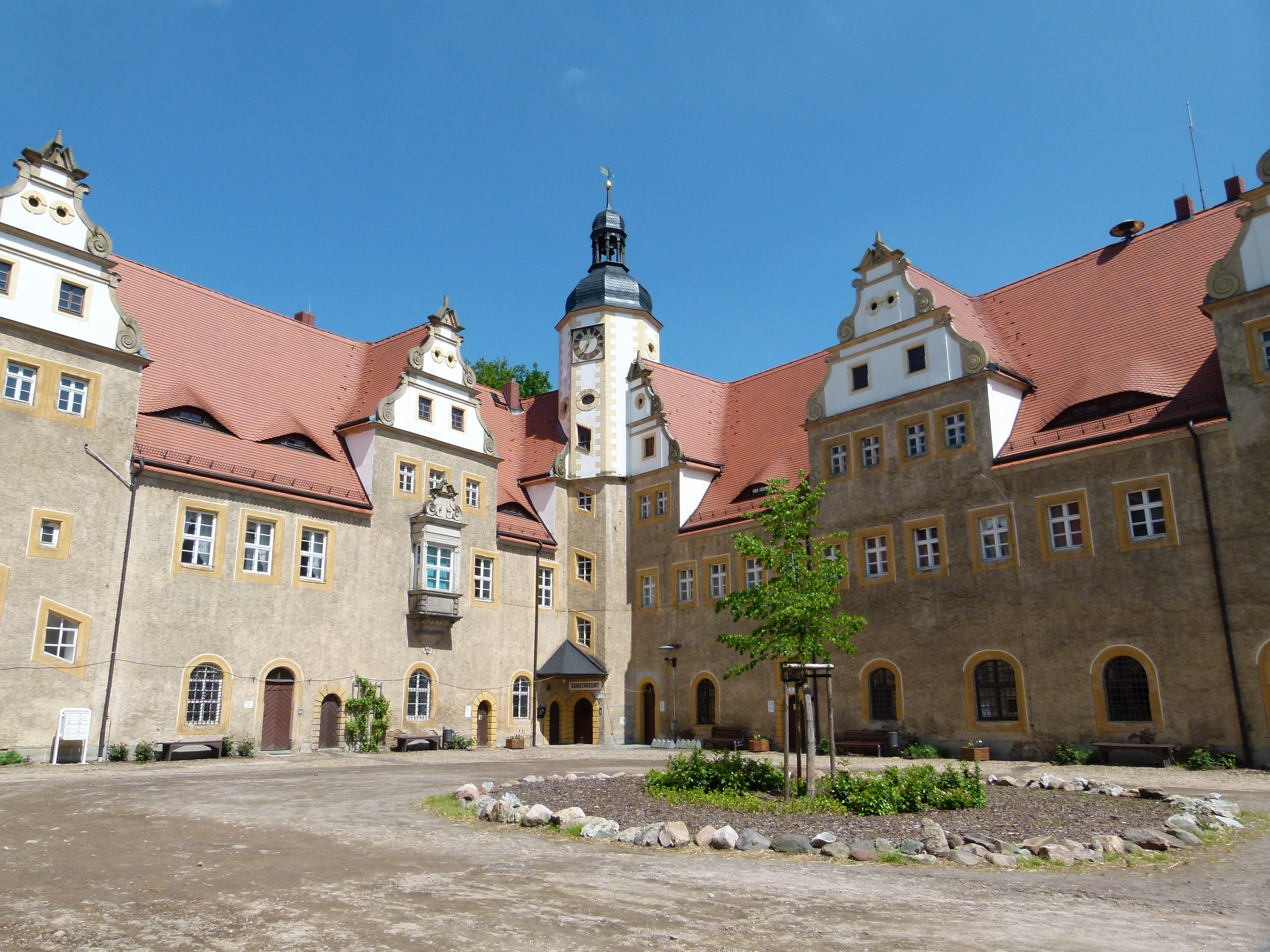
Старый охотничий замок Вермсдорф
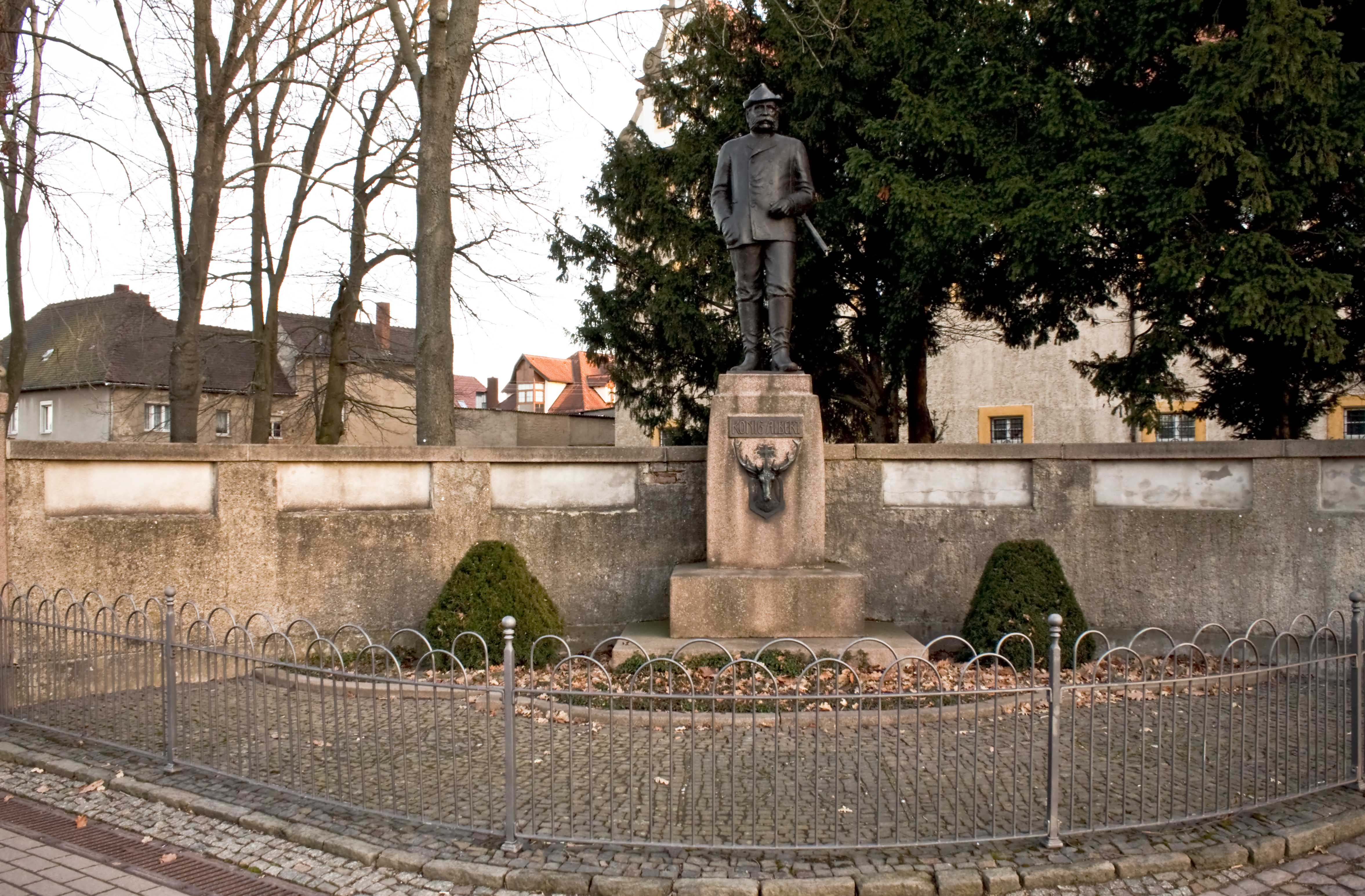
Памятник королю Альберту